# Ariel (satèl·lit)
Ariel és el satèl·lit més brillant d'Urà i el quart quant a mida. Va ser descobert per William Lassell el 24 d'octubre de 1851.

## Nom
Els satèl·lits d'Urà reben els seus noms de personatges de ficció creats per William Shakespeare o Alexander Pope. Ariel és el nom d'un esperit de l'aire i reina de les sílfides en el poema The Rape of the Lock d'Alexander Pope. Aquest nom va ser suggerit per John Herschel (fill de William Herschel) el 1852, a petició de William Lassell. També s'anomena Urà I.

## Característiques físiques
Ariel és un objecte quasi-esfèric de 1.158 km de diàmetre, tan sols una mica més petit que Umbriel. Igual que els altres grans satèl·lits d'Urà, Ariel està compost per aigua gelada (50%), silicats (30%) i metà congelat (20%). La seva superfície està sembrada de petits cràters d'entre 5 i 10 km de diàmetre però no té grans conques d'impacte.
El tret més distintiu d'Ariel són les llargues i profundes valls que la travessen com si fossin cicatrius; enormes canyons com els del planeta Mart. Aquestes valls haurien sorgit durant una època en què la superfície d'Ariel es va expandir i contraure repetides vegades i això va provocar extenses falles a l'escorça. En les fotografies de la Voyager 2, que s'hi va acostar el 1986, s'aprecia com el fons d'aquestes valls és suau, com si temps enrere hi hagués fluït algun líquid. Tanmateix, no pot haver estat aigua, ja que, a la temperatura d'Ariel, no hi pot haver aigua líquida sinó només gel. Però és possible que hagi estat amoníac, metà o monòxid de carboni.